# منطقة سول العاصمة

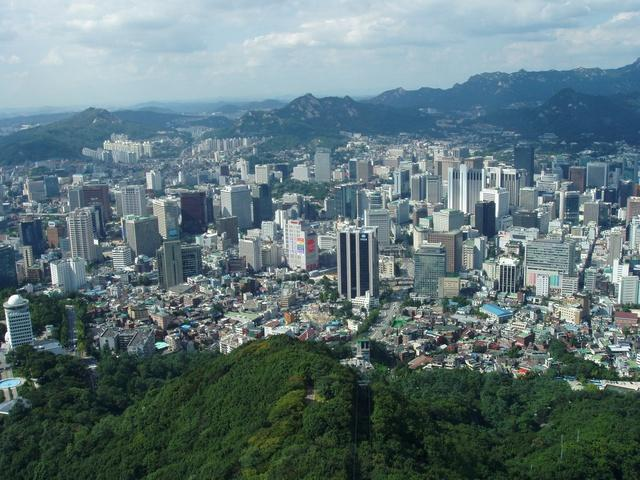

منطقة سول العاصمة (بالهانغولية: 수도권) و(بالهانجية: 首都圈) هي منطقة حضارية كبرى ذات تجمع سكاني حضري تقع في شمال غرب كوريا الجنوبية.
تعرف محليا بسودوجوان "Sudogwon"، وتضم ثلاث مدن ومناطق إدارية هي إنشيون، سيول ومقاطعة غيونغي.
بلغ اجمالي عدد سكان منطقة سول العاصمة 28 مليون نسمة في العام 2005. وتعتبر المنطقة أهم مركز ثقافي وصناعي وتجاري واقتصادي وسكني في كوريا الجنوبية.